# Jeff Toms
Jeff Toms (* 4. Juni 1974 in Swift Current, Saskatchewan) ist ein ehemaliger kanadischer Eishockeyspieler. Er spielte in der National League A für den EHC Basel, HC Ambrì-Piotta, die SCL Tigers und den Genève-Servette HC. Er spielte auf der Position des Stürmers, seine Karriere hat Toms 2011 beendet.
Toms wurde 1992 in Runde neun an Position 210 von den New Jersey Devils gedraftet. Er hat in der NHL für die Tampa Bay Lightning, Washington Capitals, New York Islanders, New York Rangers, Pittsburgh Penguins und Florida Panthers gespielt.

## Karriere
Jeff Toms spielte als Junior für die Sault Ste. Marie Greyhounds in der Ontario Hockey League. Er war von 1991 bis 1994 für das Team aktiv, mit welchem Toms 1992 die OHL-Meisterschaft, den J. Ross Robertson Cup, und 1993 den Memorial Cup gewann. Während dieser Zeit wurde er im NHL Entry Draft 1992 von den New Jersey Devils in der neunten Runde an Position 210 ausgewählt, doch vor seinem Debüt in der National Hockey League wurde er zu den Tampa Bay Lightning transferiert. In der Saison 1995/96 hatte er seinen ersten NHL-Einsatz für die Lightning, den Rest der Saison spielte er bei den Atlanta Knights in der International Hockey League. Eine Saison später kam er auf 34 NHL-Spiele für die Tampa Bay Lightning, wobei Jeff Toms zwei Tore, acht Assists und zehn Strafminuten in seiner Statistik aufgeführt hatte. Im Herbst 1997 verpflichteten ihn die Washington Capitals vom Waiver. Dort kam Toms regelmäßig zum Einsatz, der Durchbruch als Stammspieler gelang ihm jedoch nicht.
Zur Saison 2000/01 wechselte er als Free Agent zu den New York Islanders. Weitere NHL-Stationen für Toms bis 2003 waren die New York Rangers, Pittsburgh Penguins und Florida Panthers. Als er keinen neuen NHL-Vertrag mehr bekam, wechselte Toms zur Saison 2003/04 nach Russland zu Sewerstal Tscherepowez. Dieselbe Saison beendete er beim EHC Basel in der Nationalliga A, mit dem er zum Saisonende in die Nationalliga B abstieg. Die nächsten sechs Jahre spielte er ebenfalls in der Schweiz, jeweils drei Saisons beim HC Ambrì-Piotta und den SCL Tigers. Es folgten von 2009 bis 2011 noch zwei Saisons beim Genève-Servette HC unter Trainer Chris McSorley, bevor Jeff Toms seine Karriere beendete.

## Erfolge und Auszeichnungen
- 1992 J.-Ross-Robertson-Cup-Gewinn mit den Sault Ste. Marie Greyhounds
- 1993 Memorial-Cup-Gewinn mit den Sault Ste. Marie Greyhounds

## Karrierestatistik
(Legende zur Spielerstatistik: Sp oder GP = absolvierte Spiele; T oder G = erzielte Tore; V oder A = erzielte Assists; Pkt oder Pts = erzielte Scorerpunkte; SM oder PIM = erhaltene Strafminuten; +/− = Plus/Minus-Bilanz; PP = erzielte Überzahltore; SH = erzielte Unterzahltore; GW = erzielte Siegtore; 1 Play-downs/Relegation; Kursiv: Statistik nicht vollständig)